# 日产Skyline GT-R
日产Skyline GT-R（Nissan Skyline GT-R）是基于日產Skyline轎車開發的雙門版性能车款，在1969至1974年與1989至2002年间生产，特别是1989至2002年间推出的R32、R33、R34三代车型皆配备双涡轮增压的直列六缸引擎和四轮驱动系統，这两大要素使其在各种赛车运动上赢得大量好评，享有为“战神”“Godzilla”等美誉。但因僅有發行右駕版，其海外市場局限於英國、香港、新加坡、澳大利亞等地區。另外，由於中古右駕車可於北美領牌使用，亦有愛好者自外國購入中古的Skyline GT-R。
日本著名动漫作品《頭文字D》裡，就有三个角色的座驾是该车，分别是中里毅、北条凜（BNR32，第三代）和星野好造（BNR34，第五代）。另外在《灣岸競速》中也出現許多第三代（代号BNR32）、第四代（代号BCNR33）、第五代（代号BNR34）车型。
2017年12月起，日产旗下的Nismo开启了对第三至五代Skyline GT-R的配件复刻计划。

## 第一代 (代号PGC10/KPGC10) (1969年-1972年)

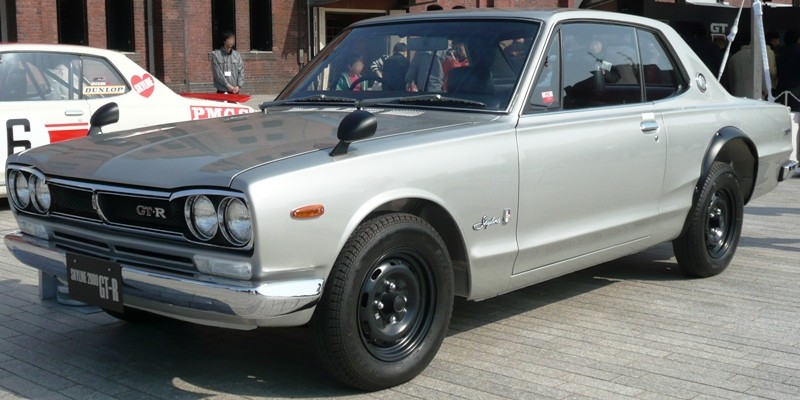
第一代

於1968年的東京車展登场，以“Skyline 2000 GT-R”的名义发行，於1969年推出四門轎車版本(PGC10)，1971年推出雙門轎跑版(KPGC10)，是當時日本馬力最高的汽车。为前置後驅布局，搭載一具型號为S20的2.0升双顶置凸轮直列六缸自然吸气引擎，最大輸出功率達160匹馬力。搭载5速手动变速箱，这一代车型总计生产1945辆。

## 第二代 (代号KPGC110，1973年)

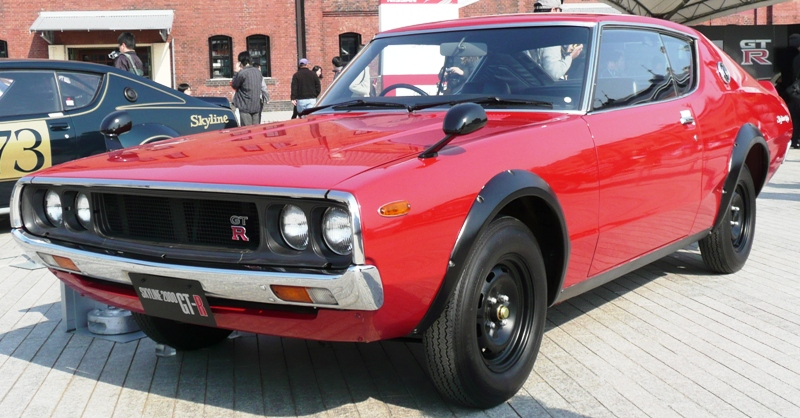
第二代

於1973年推出，仅可选双门车型版，前保险杠采用四圓尾燈設計。这一设计延续至今天的日产GT-R，它一样搭載了前一代的S20引擎，但由於車重和尺寸增加的关系，它的性能表現不及上一代。
随着石油危機的影響，第二代一共僅售出197輛便告停產。日产Skyline GT-R系列暂别汽车舞台，不过在之后的15年时间里，日产推出了带涡轮增压的Skyline车型以填补Skyline GT-R的空白。

## 第三代 (代号E-BNR32，1989年8月-1994年11月)

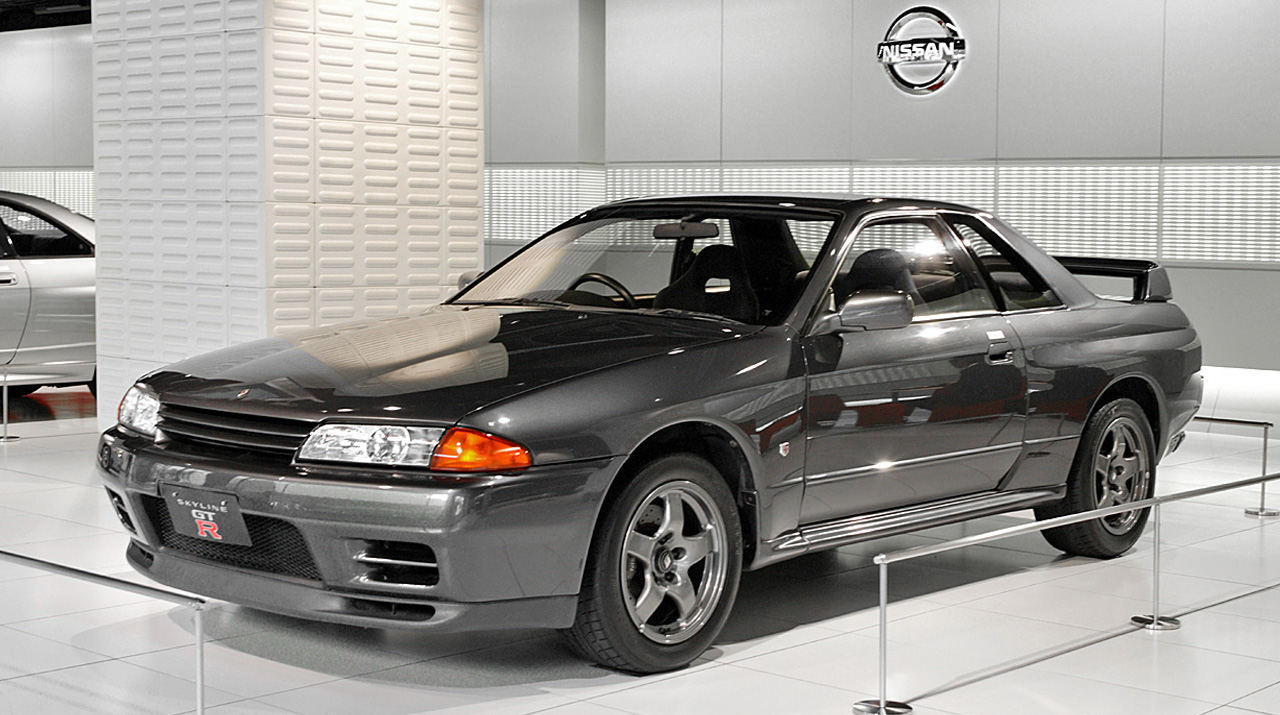
BNR32 GT-R（第三代）

於1989年8月21日推出。搭載全新開發的2.6升直列六缸雙渦輪增壓引擎（代号RB26DETT），输出280匹马力，配备5速手动变速箱，百公里加速僅需5.3秒。配备ATTESA E-TS四輪驅動系統（由电脑控制）和HICAS 4WS四輪轉向系統，而ATTESA E-TS系统在必要時可將最多50%的動力傳至前輪，提供車輛更好的循跡性。在德国的纽博格林赛道录得8分22秒的纪录，重量1430千克。
1990年3月，R32推出Nismo车型，Nismo车型配备金属打造的涡轮增压器，外观为制冷效率而调整，并无配备空调、ABS、后置雨刷器，重量相较于普通车型轻了30千克，只生产500辆，1991年7月在Nismo车型上推出N1车型。同年8月20日推出小改款，车架补强，安全性有所提升，但重量却由此提升到1500千克。
1993年2月3日，R32推出V-Spec/V-Spec N1版车型，配备Brembo的刹车卡钳，配备BBS的17寸轮辋，底盘和ATTESA E-TS四轮驱动重新调校，1994年2月推出V-Spec II版。
1994年11月，BNR32型号停产，总计生产了43937辆。
R32在澳門東望洋大賽、日本GT大獎賽A組、日本JGTC等比赛里大展拳脚，使其享誉世界。此外，这辆车推出後在市場上獲得了巨大的成功，更因為著名競速動漫作品系列《頭文字D》而聲名遠扬。

## 第四代 (代号BCNR33，1995年1月-1998年11月)

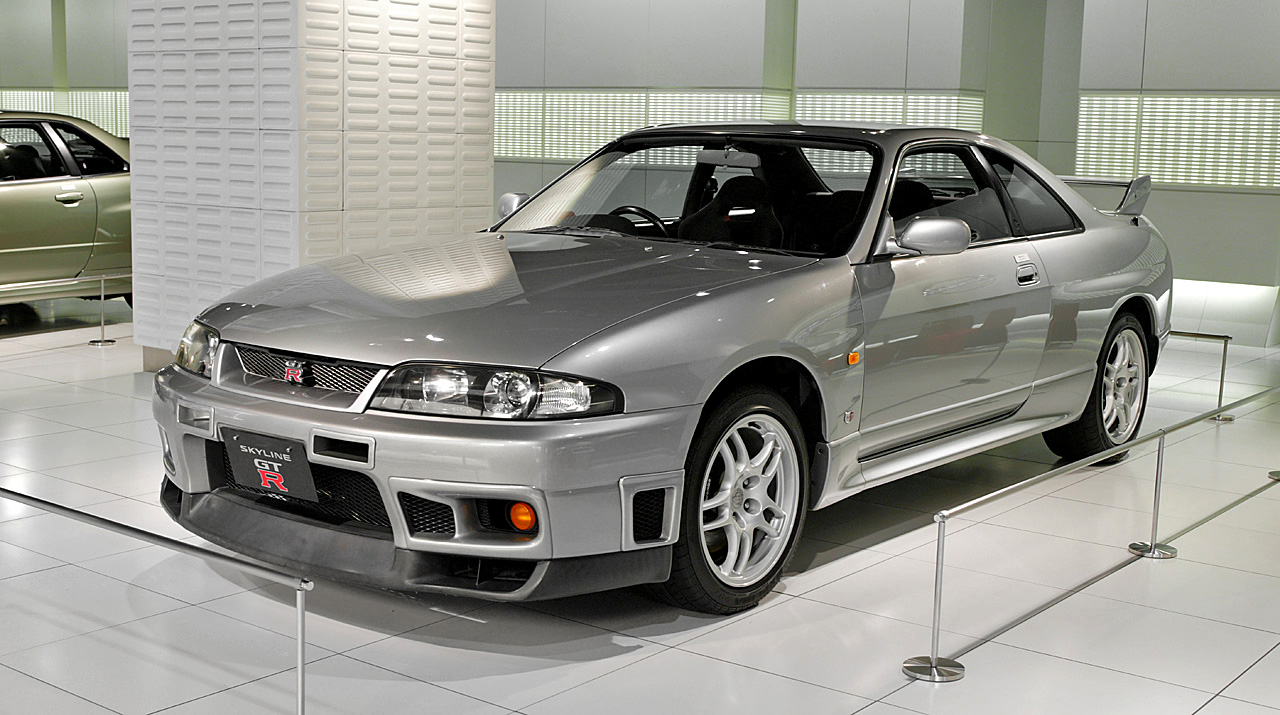
BCNR33 Skyline GT-R（第四代）

第四代Skyline GT-R早于1993年的东京车展登场，但因為第三代车型在市場反應熱烈的原因直到1995年1月才正式上市。
第四代Skyline GT-R继续使用了前一代的2.6升双涡轮增压直列六缸引擎（代号RB26DETT）和5速手动变速箱，可选普通版、V-Spec和V-Spec N1版车型，ATTESA E-TS四轮驱动得到了进一步强化，而在V•Spec车型更配备了进一步强化后的“ATTESA E-TS Pro”，在纽博格林赛道的成绩比R32车系快了21秒。
R33的軸距比R32更长，由此带来的重量提升虽然让R33弯道表现不佳，但直道表现却有了提升，但在同期日产Skyline車系銷售成绩下降，以及日产向《Best Motoring》提供的车型数据造假的“广报车事件”的影响下，R33的评价普遍不高。
日产谋求将R33出口到北美市场发售，但因RB26DETT引擎在左置方向盘的情况下难以正常运行的问题而作罢。
1996年5月，日产在英国专为勒芒24小时耐力赛开发了Nismo LM版车型，引擎排量提升到2.8升，输出达到了300匹马力，底盘从多连杆更换为双横臂，由前置四驱变成前置后驱。
1997年11月，日产旗下的Nismo部门推出400R版，引擎使用基于RB26DETT改造成的RBX-GT2双涡轮增压引擎，排氣量增加為2.8L，输出馬力达到了400匹，外观比普通版R33更为低矮和激进，仅生產55輛（部分400R车型为四门车型）。
1998年1月，為紀念日产Skyline推出40周年，由Autech开发的Autech GT-R版登场，为四门车型，限量442辆，神奈川和琦玉两县的交警各采购了2辆。同年11月，R33车型停产，总计生产16668辆。面向英国出口100辆。
R33的V·Spec车型在德国的纽博格林賽道由黑泽元治驾驶創下了7分59秒的纪录，对比前代車型有着21秒的差距，亦是歷代Skyline GT-R乃至整個90年代中的日本跑車裡唯一一部跑進8分鐘內的车型。

## 第五代 (代号BNR34，1999年1月-2002年8月)(2005年)

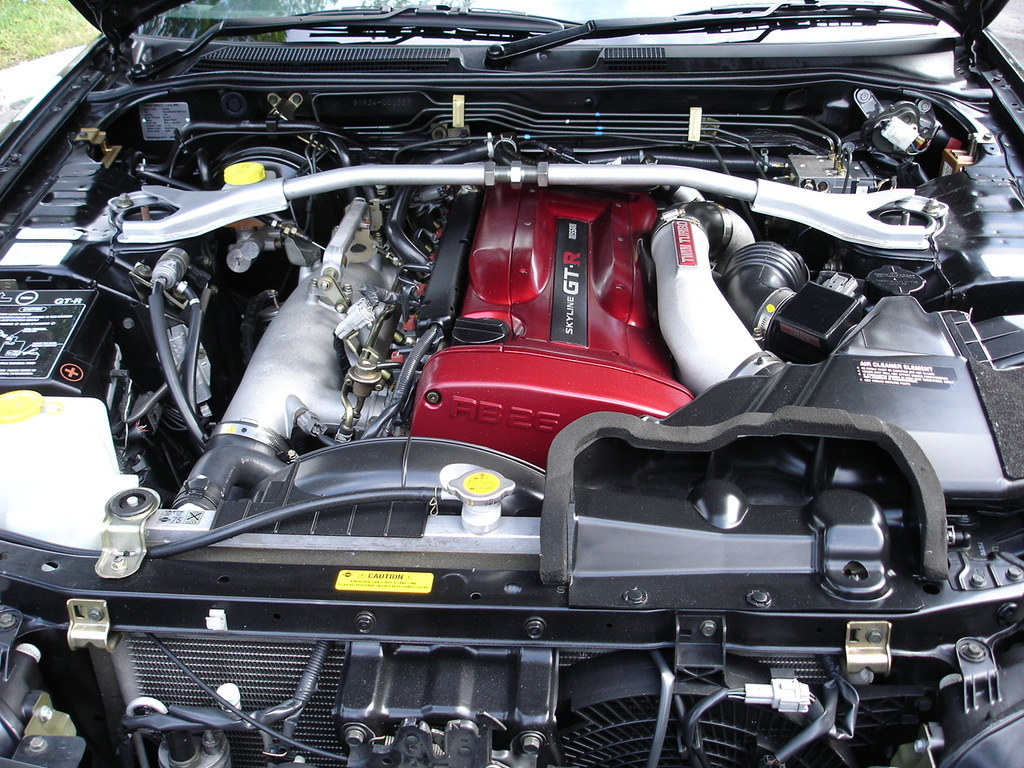
搭載於BNR34的RB26DETT引擎

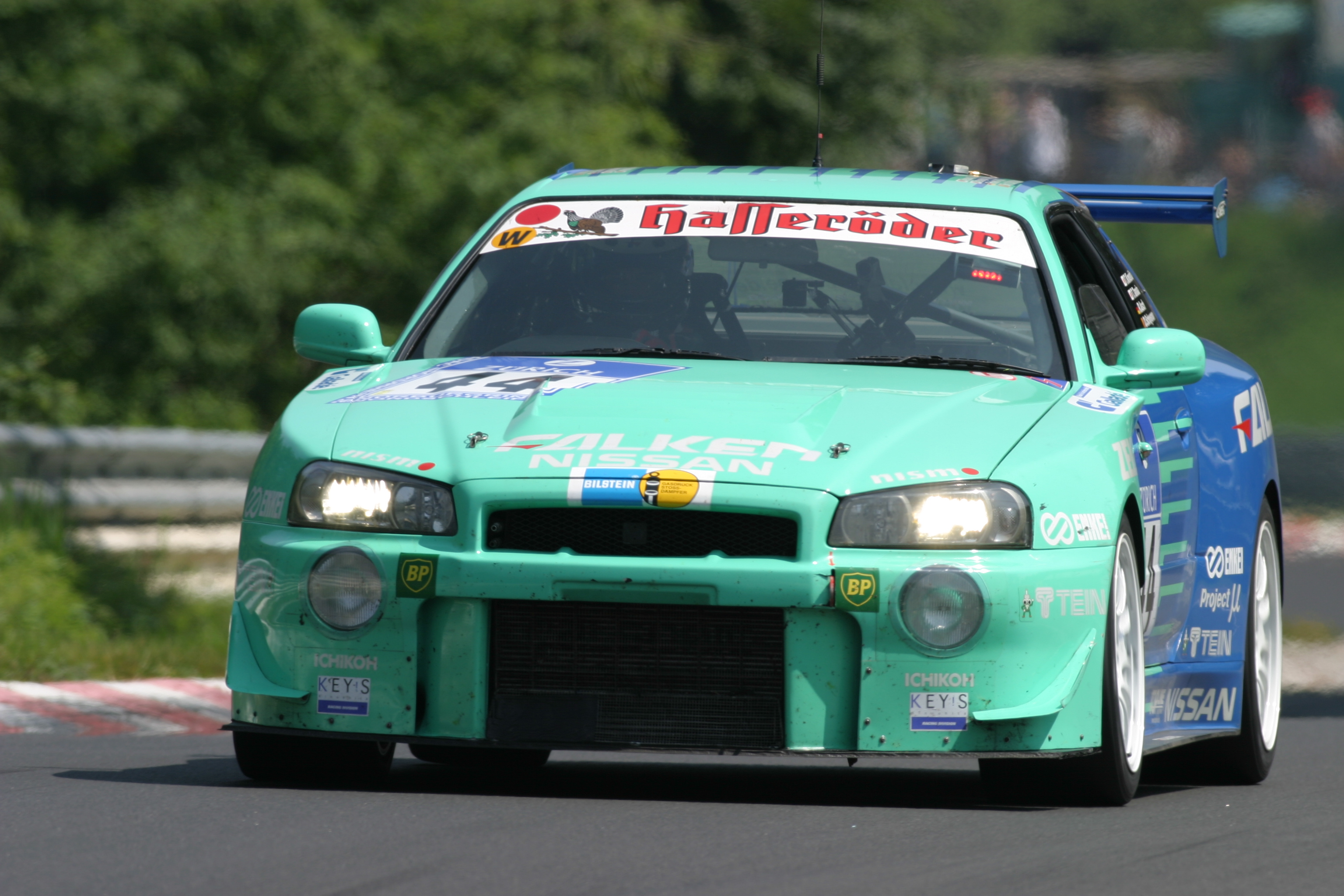
2003年參加纽博格林24小時耐力賽的R34。

于1999年1月推出，與上一代相比車身更富肌肉感，轴距大幅缩短，0—100kmh加速只需4.8秒，采用了格特拉格和日产共同制作的六速手动變速箱，初期可选普通版、V-Spec以及競技版V-Spec N1三种款式。
第五代车型在中控台上加装了5.8寸的LCD多功能顯示器，可提供渦輪增壓值、油溫、水溫、前輪扭力分布等信息，解決以往車型儀表板繁雜凌亂的缺點。V-Spec版上更可以显示进气口、排气管的温度。
2000年8月，發表V-Spec II和V-Spec II N1取代V-Spec和V-Spec N1，采用更大的刹车盘，引擎盖以碳纤维打造。
2001年5月8日，推出M-Spec款式，以舒适和豪华定位为主，引擎蓋以鋁合金打造，同時全部车型在車尾上的日產標誌亦換上當年的新設計。
2002年1月24日，發表以N1車型為基礎的V-Spec II和M-Spec Nür版作為停產前的最終車型。
2002年8月，為應對日本在2003年新公布的排放法規，R34系列停产，一共生產11300輛，自此，Skyline GT-R系列画上了圆满的句号，直到全新的日产GT-R於2007年復出前，日产Z系列第四代车型（代号Z33，又名350Z)曾作為日產的主力跑車。
2005年，日产旗下的Nismo部门推出基于第五代车型V·Spec的二手车型制作的“Z-Tune”车型，Z-Tune车型搭载2.8升双涡轮增压直列六缸引擎，馬力達500匹，搭载Sachs的底盘配件、Brembo的煞車配件，僅生產19輛。

## 流行文化
在知名系列电影《玩命關頭》系列中，Skyline GT-R更是常客，而在多个知名赛车游戏系列里，诸如《极品飞车》、《飆酷车神》、《GT赛车》、《极限竞速》中也有它的身影。